# Crystal's Pony Tale
Crystal's Pony Tale est un jeu vidéo d'action-aventure sorti en 1994 sur Mega Drive. Le jeu a été développé par Artech Digital Entertainment puis édité par Sega.

## Accueil
- VideoGames & Computer Entertainment : 6/10[1]